# Валя-Трестієнь
Валя-Трестієнь (рум. Valea-Trestieni) — село у Ніспоренському районі Молдови. Адміністративний центр однойменної комуни, до складу якої також входять села Ісейкань, Лумініца, Одобешть та Селіштень.

## Населення
За даними перепису населення 2004 року у селі проживали 874 особи.
Національний склад населення села:
| Національність       | Кількість осіб | Відсоток   |
| -------------------- | -------------- | ---------- |
| молдавани румуни     | 858 8          | 98,2% 0,9% |
| українці             | 5              | 0,6%       |
| росіяни              | 2              | 0,2%       |
| інша / без відповіді | 1              | 0,1%       |
| Всього               | 874            | 100%       |